# Deliceto
Deliceto er en lille by i provinsen Foggia i regionen Apulien i det sydøstlige Italien. Byen er beliggende 620 meter over havets overflade i Subappennino Dauno og ligger 163 km øst for Napoli og 145 km nordvest for Bari. I 2001 havde byen 4.117 indbyggere[kilde mangler]. Byens indbyggere (delicetani) taler delicetano dialekt.
Økonomien er primært baseret på landbrug og fåreavl.
I byen findes blandt andet et middelalderslot, bygget af normannerne i 1150. Bygningen har en høj og massiv quadrat tårn og to runde tårne, som ligger i baggrunden.

## Billeder
- Syn
- Syn efter snefald
- Piazzale Belvedere
- Syn